# Стадион Френк Есед
Стадион Френк Есед (енгл. Dr. Ir. Franklin Essed Stadion) одраније познат као „Флора Стадион” и обично назван Франк Есед стадион, је вишенаменски стадион у Парамарибу, Суринам. То је дом више различитих спортских клубова као што су „Леа Виктора”, „Космоса”, „Ројал '95 и „Супер Црвени Орлови”. Стадион је уједно и домаћи терен СНЛ-а, фудбалског клуба националне војске Суринама. Стадион је добио име по суринамском политичару и научнику Френку Еседу.

## Локација
Стадион Френк Есед се налази у југозападном делу Парамариба, у насељу Флора. Налази се поред Националног (затвореног) стадиона на западном крају улице Јагернат Лачмонстрат.

### Концерти
Стадион Есед је коришћен као локација за неколико музичких концерата.
| Датум              | Група      | Назив турнеје             | Посећеност |
| ------------------ | ---------- | ------------------------- | ---------- |
| 25. август 2007.   | Касав      | Касав карневал            | -          |
| 15. август 2009.   | Ђентлмен   | Још једна интензивна тура | -          |
| 3. септембар 2011. | Атиф Аслам | Импакт турнија            | -          |